# Col·legi Sant Ermengol
El Col·legi Sant Ermengol és un centre docent situat a Andorra la Vella. Va ser creat pels salesians i va obrir les portes l'any 1966. Fou el primer centre autònom i pròpiament andorrà del principat. En l'actualitat aquesta escola salesiana imparteix els nivells d'ensenyament d'infantil, primària, secundària i batxillerat seguint el sistema educatiu espanyol. Es troba en un petit turó del pic de Carroi al Roc de Sant Pere, a la parròquia d'Andorra la Vella, en un indret a 1.100 m sobre el nivell del mar i a 100 sobre la capital d'Andorra.
L'any 2003 el Col·legi Sant Ermengol va rebre un dels Premis Baldiri Reixac atorgat per la Fundació Jaume I, que premia la qualitat global, en llengua i continguts, de les escoles i els instituts dels Països Catalans. L'any 2009 el Col·legi rebé el Certificat de Qualitat que acredita que el centre compleix la Norma UNE-EN-ISO 9001-2008.
L'adquisició del terreny per a construir el col·legi es va realitzar l'any 1963 i es van començar les obres que van durar 2 anys. El Col·legi Sant Ermengol es va crear l'1 de maig de 1965, i el 17 d'octubre de 1966 s'inaugura oficialment el Col·legi. El 1994 s'inicia la construcció d'un nou edifici, juntament am la construcció del camí del Falgueró.